# Heeseberg (Naturschutzgebiet)
Das Naturschutzgebiet Heeseberg liegt auf dem namensgebenden Heeseberg in den niedersächsischen Gemeinden Beierstedt und Jerxheim in der Samtgemeinde Heeseberg im Landkreis Helmstedt.

## Allgemeines
Das aus drei Teilflächen bestehende Gebiet mit dem Kennzeichen NSG BR 008 ist rund 51 Hektar groß. Es ersetzt das zum 16. Januar 1973 ausgewiesene, gleichnamige Naturschutzgebiet. Das Naturschutzgebiet ist vom Landschaftsschutzgebiet „Hügellandschaft Heeseberg“ umgeben und vollständig Bestandteil des FFH-Gebietes „Heeseberg-Gebiet“. Es steht seit dem 18. November 1986 unter Naturschutz. Zuständige untere Naturschutzbehörde ist der Landkreis Helmstedt.

## Beschreibung
Das Naturschutzgebiet liegt im Ostbraunschweigischen Hügelland innerhalb des Geoparks Harz – Braunschweiger Land – Ostfalen auf dem zwischen Watenstedt im Westen, Jerxheim im Osten und Beierstedt im Süden liegenden Heeseberg. Der nördliche, größte Teilbereich des Naturschutzgebietes wird von ehemaligen Kalk- und Buntsandsteinbrüchen geprägt. Hier kommen, ebenso wie im südöstlich liegenden Teilbereich, Halbtrockenrasen und Steppenrasen vor. Der südlich liegende Teilbereich ist verbuscht.
Das Naturschutzgebiet ist Lebensraum für zahlreiche gefährdete Tier- und Pflanzenarten. In den ehemaligen Steinbrüchen sind als Artenhilfsmaßnahme teilweise kleine, flache Tümpel als Lebensräume für Amphibien angelegt worden.

## Geologische Besonderheiten
Der westlichste und größte der aufgelassenen Steinbrüche im Naturschutzgebiet, der auch begangen werden kann, vermittelt entlang einer rund 60 Meter langen und 10 Meter hohen Wand einen Einblick in die Rogensteinzone des Unteren Buntsandsteins. Am Heeseberg vergab Ernst Kalkowsky 1908 bei der Erstbestimmung des hier vorkommenden Sedimentgesteins den Namen Stromatolith, wodurch der Heeseberg zur Typlokalität wurde. Der Steinbruch wurde am 12. Mai 2006 von der Akademie der Geowissenschaften zu Hannover e. V. mit dem Prädikat „Nationaler Geotop“ gewürdigt.

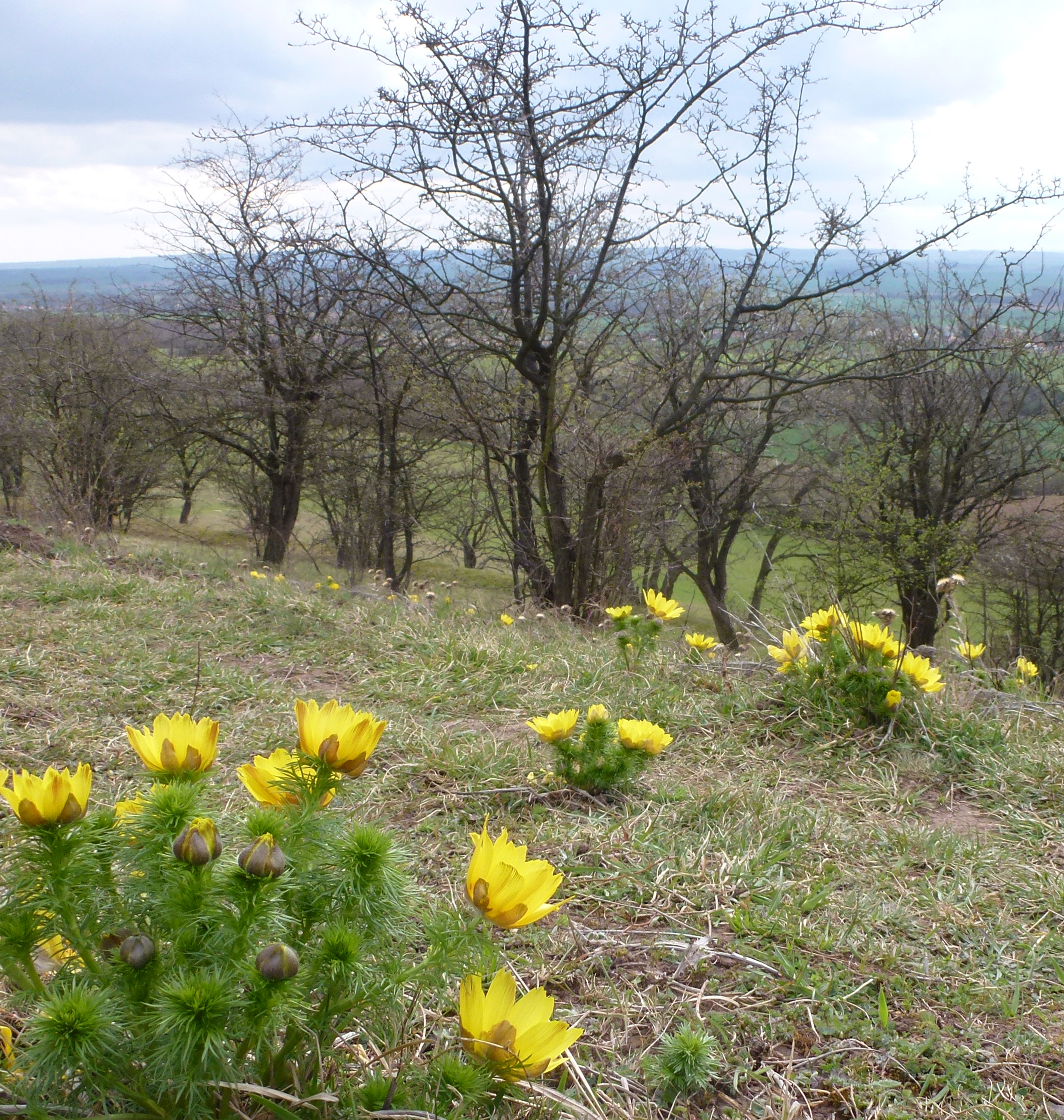
Frühlings-Adonisröschen auf Halbtrockenrasen im NSG Heeseberg
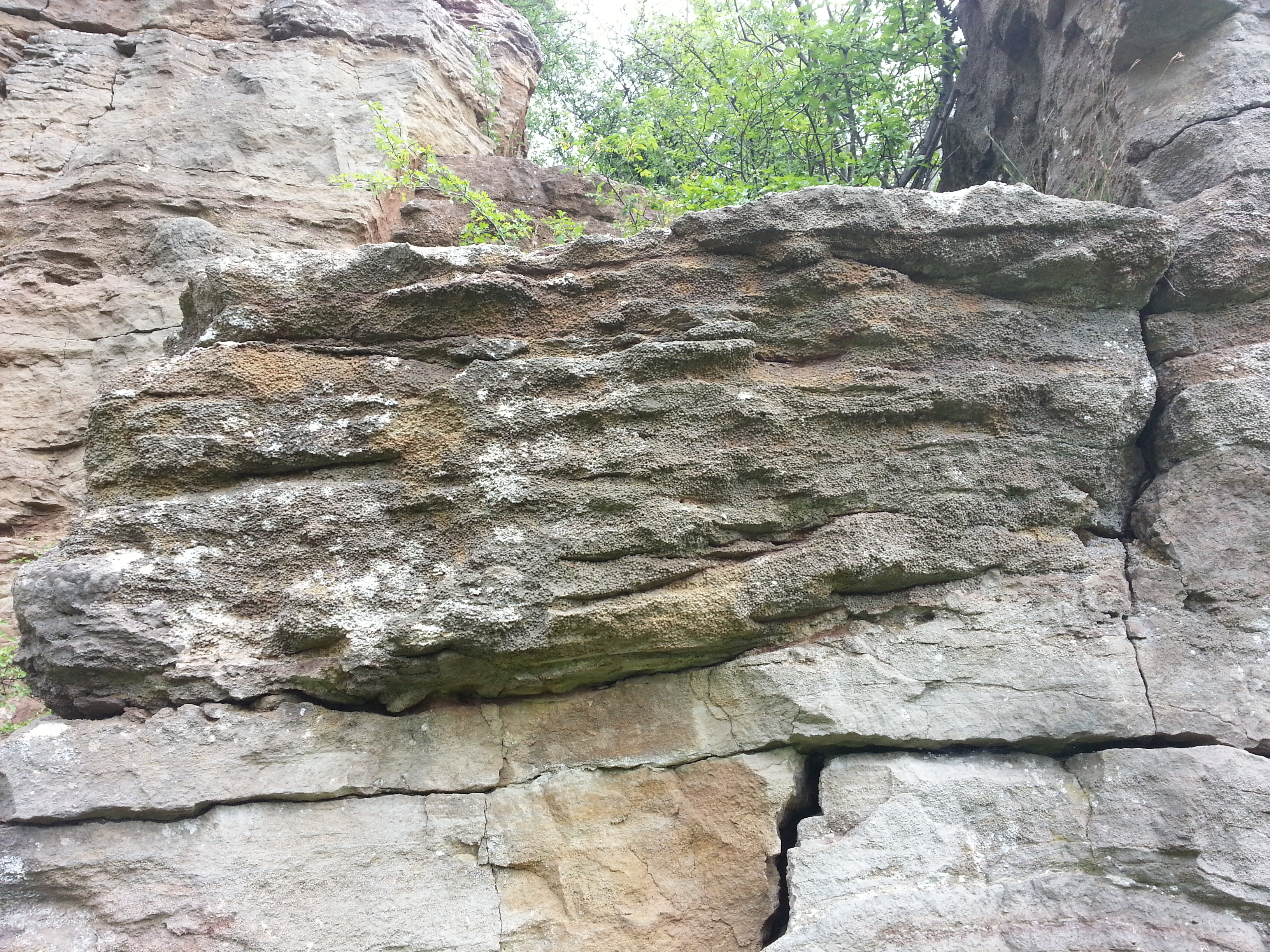
Rogenstein
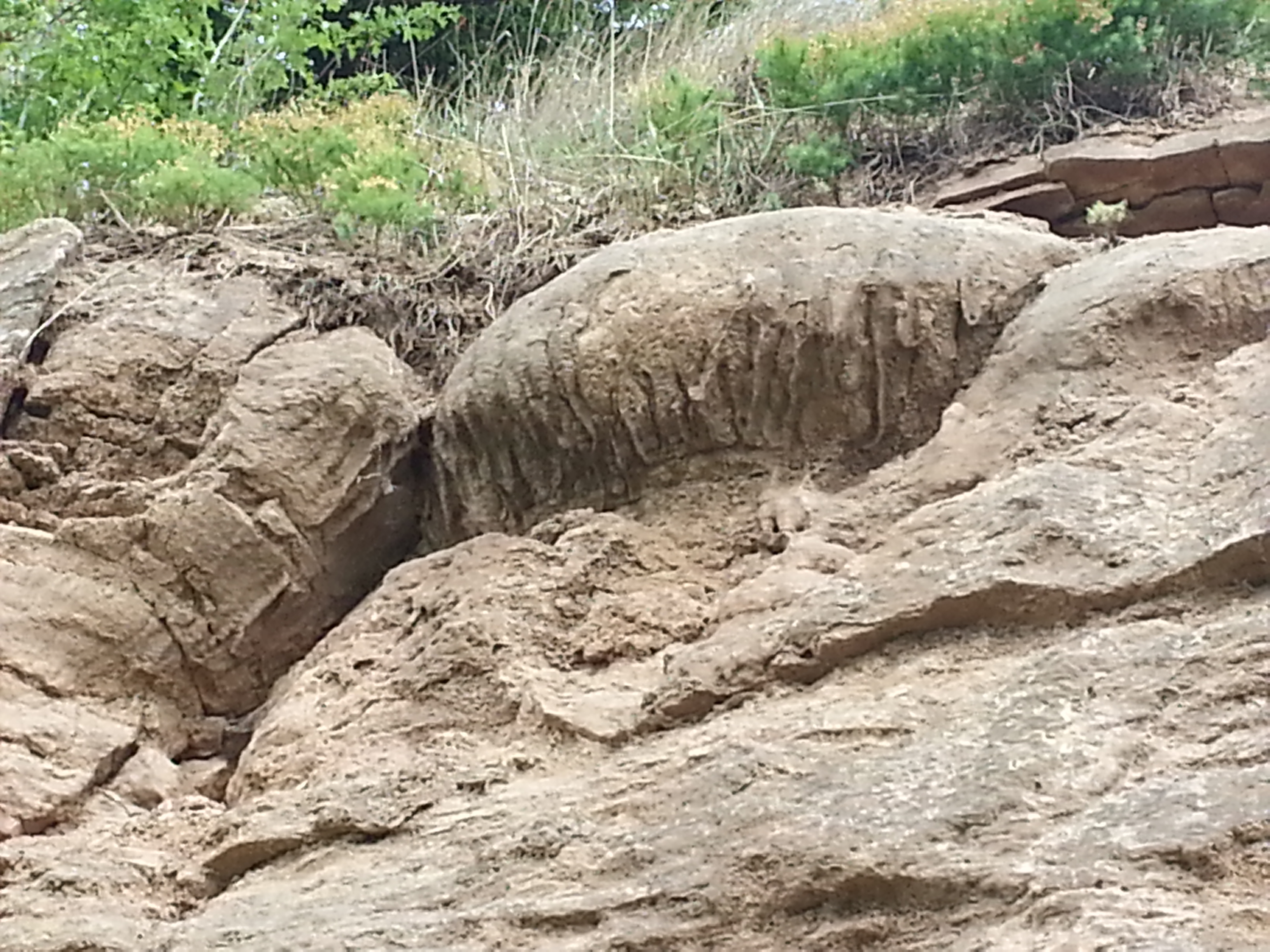
Stromatolith
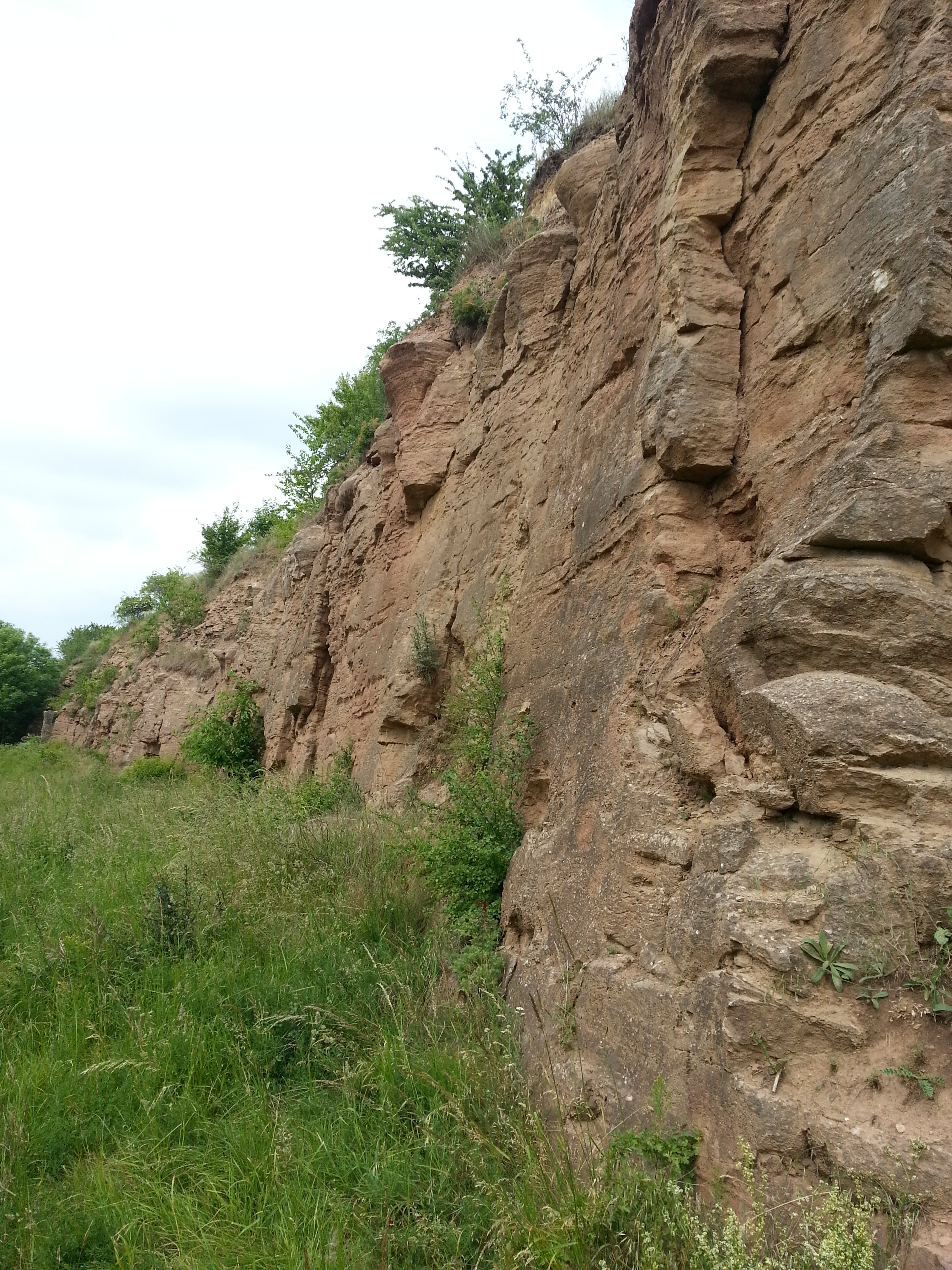
Blick entlang der Steinbruchwand

## Tourismus
Durch einen Teil des Naturschutzgebietes verläuft ein Teilstück eines rund 3,5 Kilometer langen Geologie- und Naturerlebnispfades. Der Erlebnispfad führt unter anderem an anstehendem Buntsandstein, einem Fundort eiszeitlicher Geschiebe und einem Trockenrasen vorbei.
Etwas außerhalb des Naturschutzgebiets im östlichen Teil des Heesebergs befinden sich ein Aussichtsturm, von dem aus ein Rundblick möglich ist, und eine Gaststätte sowie ein Parkplatz.